# Samardo Samuels
Samardo Anthony Samuels (Trelawny, 9 de janeiro de 1989) é um basquetebolista profissional jamaicano atua atualmente defende o Limoges na LNB Pro A e EuroCopa. Possui 2,06m de altura e pesa 118 kg e joga nas posições Ala-pivô (Ala de força) e Pivô.